# 贝纳尔马德纳
贝纳尔马德纳，是西班牙安达卢西亚自治区马拉加省的一个市镇。 总面积27平方公里，总人口34565人（2001年），人口密度1280人/平方公里。